# Палаццо Корнер-Мочениго
Палаццо Корнер-Мочениго (итал. Palazzo Corner Mocenigo) — палаццо в Венеции в районе Сан-Поло. Расположен на площади Кампо Сан-Поло, на которую выходят его правый и задний боковые фасады. Построен в XVI веке по заказу Джованни Корнера на месте дворца XIV века, разрушенного пожаром, случившемся в 1535 году.